# KamAZ-6350
Der KamAZ-6350 (russisch КамАЗ-6350), auch als „Mustang“ (russisch Мустанг) bezeichnet, ist ein schwerer allradgetriebener Lastwagen aus der Produktion des KAMAZ-Werks in Nabereschnyje Tschelny. Das Fahrzeug wird seit 1998 gebaut und ist auch für militärische Anwendungen konzipiert. Der Ural-5323 ist ein sehr ähnliches Fahrzeug, das ebenfalls aus russischer Fertigung stammt.
Neben dem KamAZ-6350 mit vier Achsen existieren in der Fahrzeugfamilie auch der KamAZ-5350 mit drei und der KamAZ-4350 mit zwei Achsen.

## Fahrzeugbeschreibung

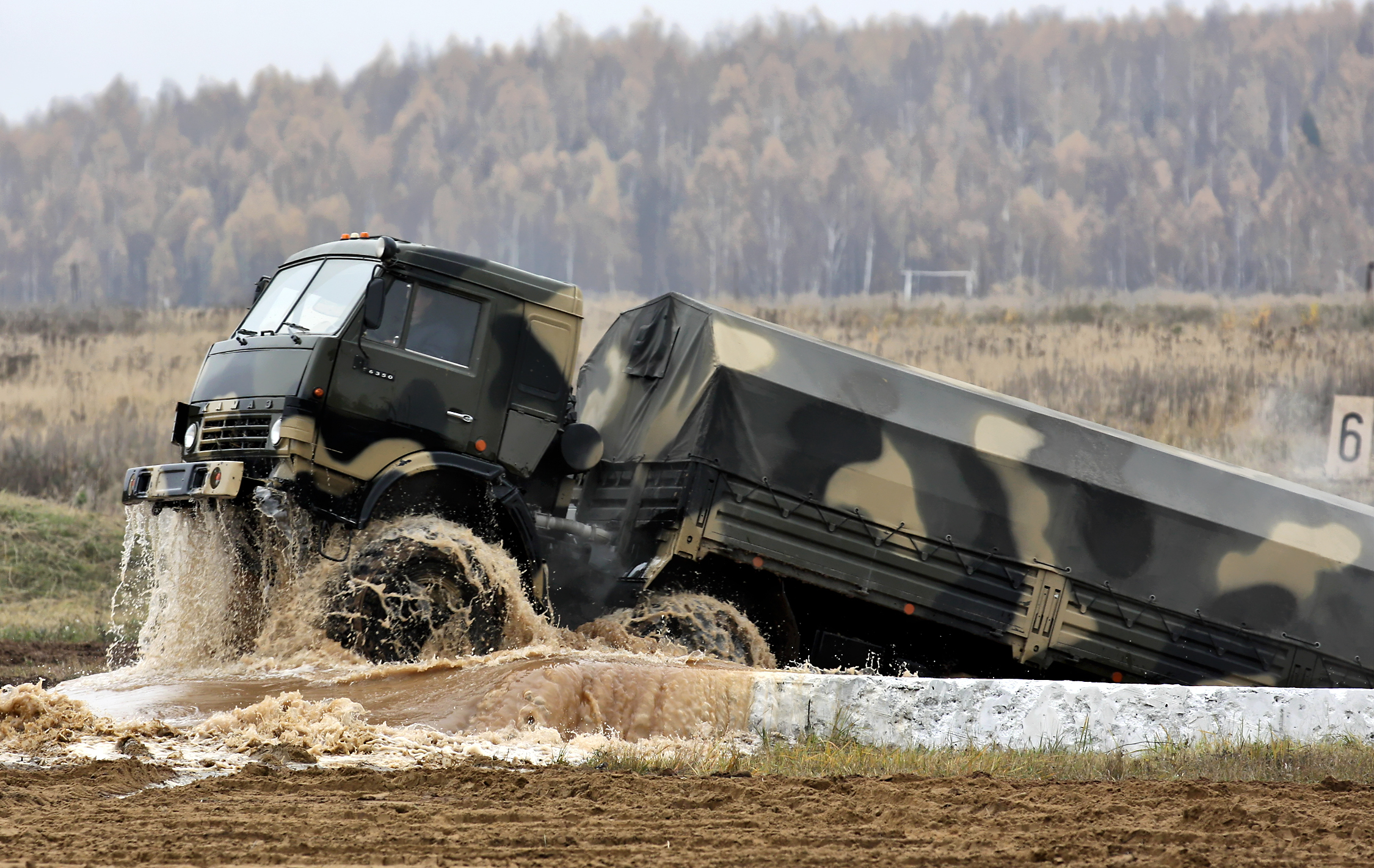
Ein KamAZ-6350 bei einer Wasserdurchfahrt (2011)

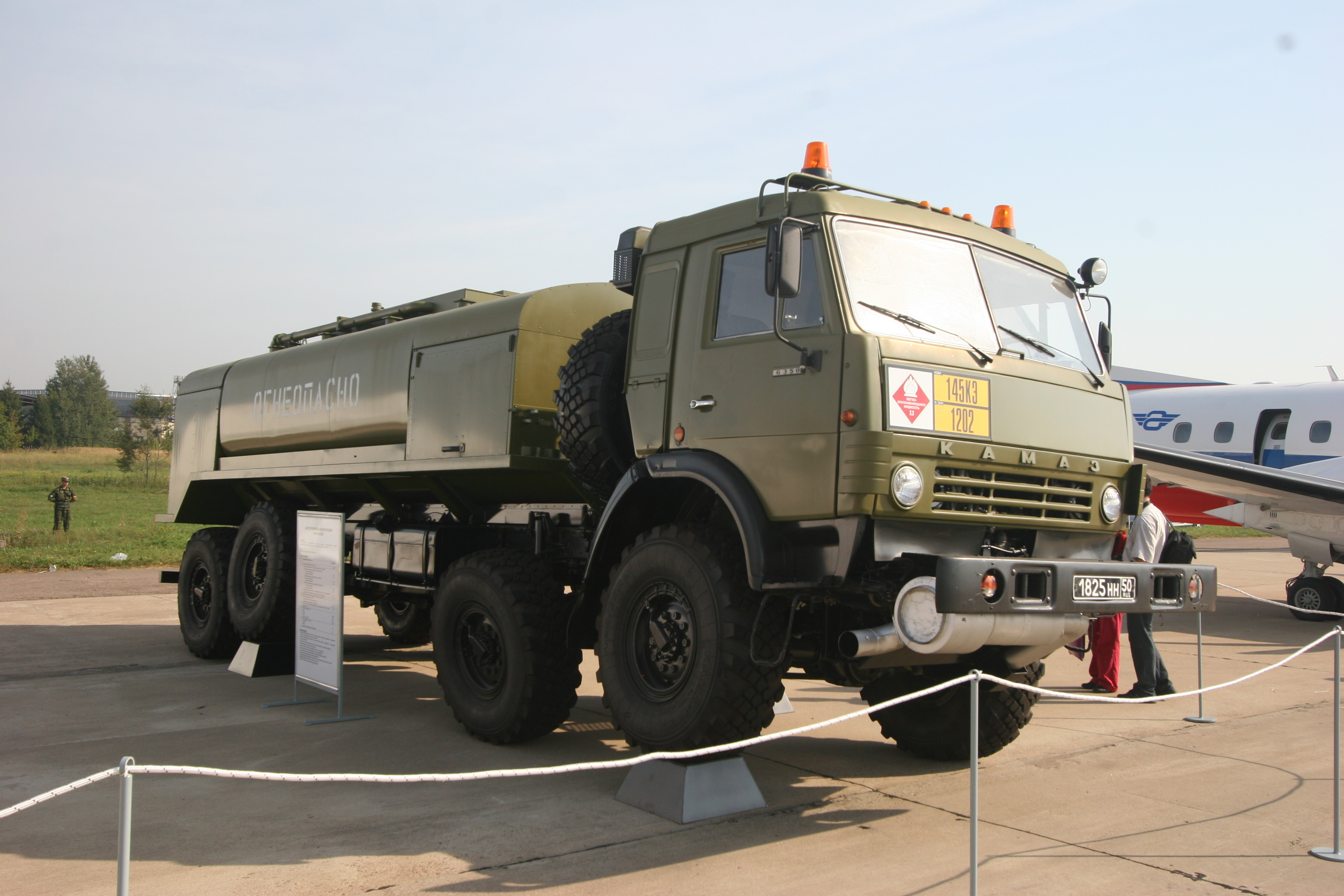
KamAZ-6350 als Spezialfahrzeug zum Transport von Treibstoff (2007)

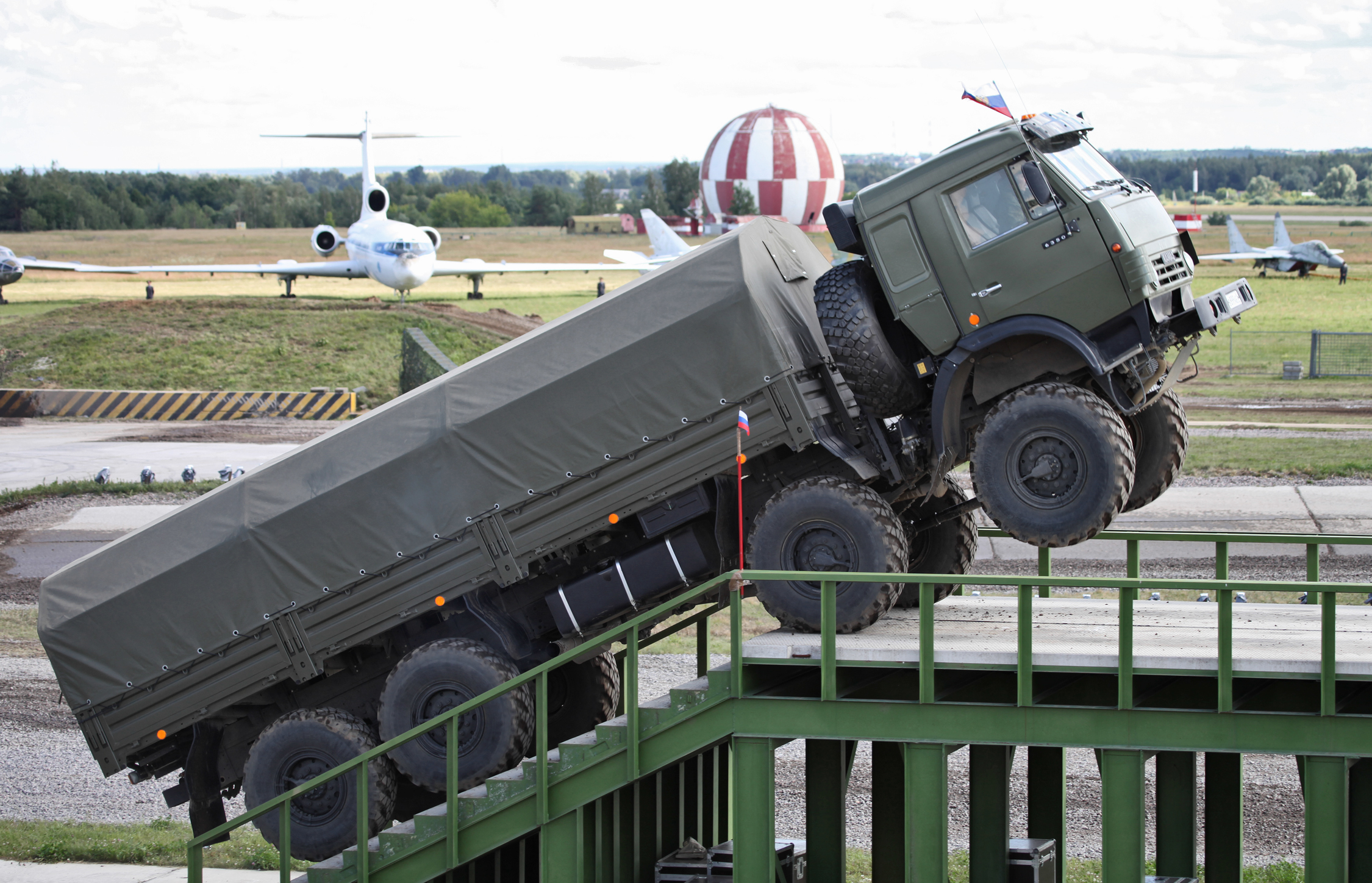
KamAZ-6350 bei der Überquerung einer Treppenkonstruktion als Hindernis (2012)

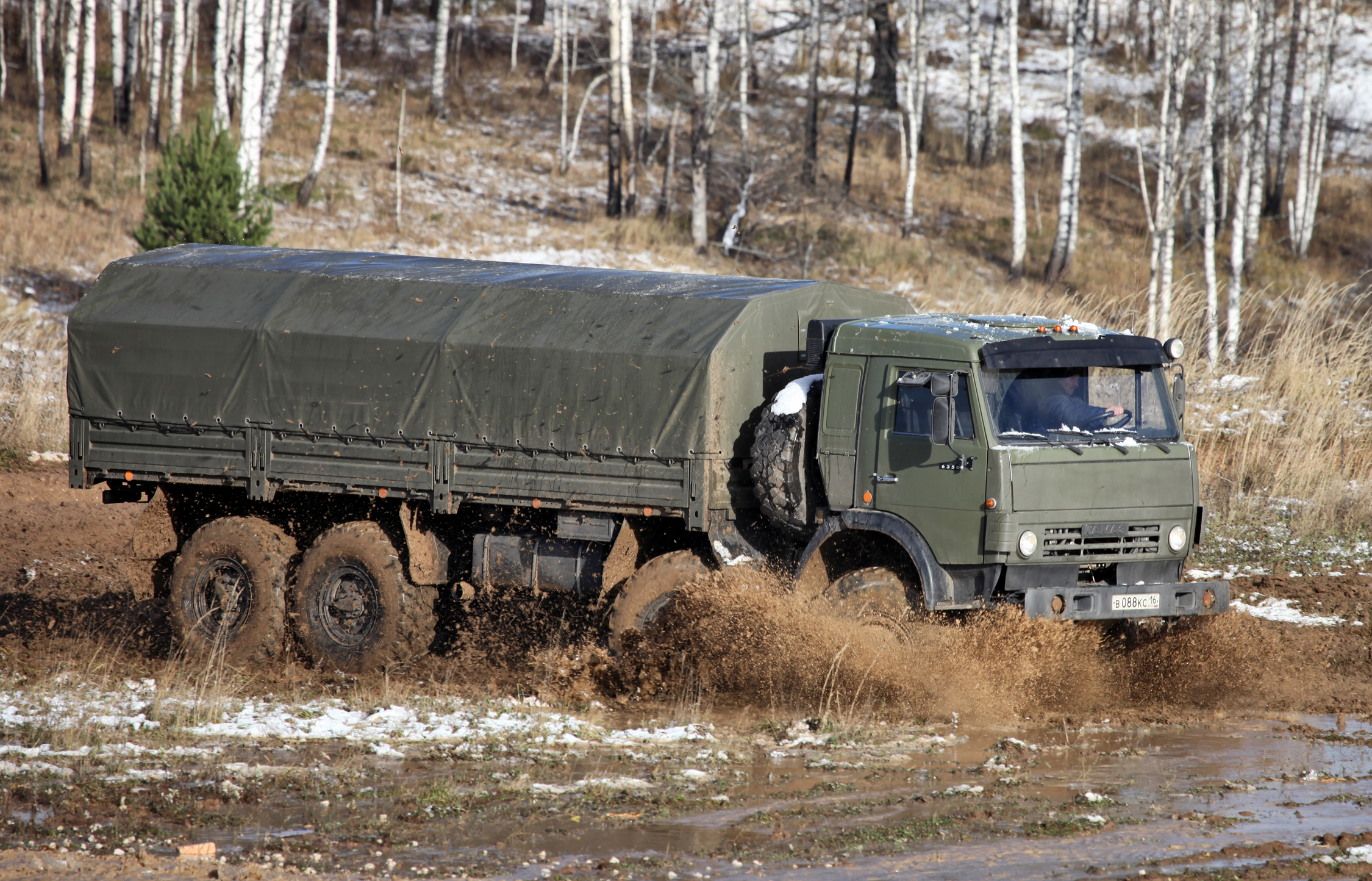
KamAZ-6350 im Gelände (2012)

Die ersten Prototypen des KamAZ-6350 wurden bereits in den 1980er-Jahren gebaut. Nachdem um 1981 der KamAZ-4310 erschienen war, wurde bereits 1983 ein Prototyp einer vierachsigen Version vorgestellt. Dieses Fahrzeug erhielt des Index KamAZ-6310. Zu einer Serienfertigung kam es jedoch nicht.
1991 wurde bei KAMAZ eine neue militärische Fahrzeugfamilie unter dem Titel Mustang entworfen. Dazu gehörte auch wieder eine vierachsige Version, die nun als KamAZ-6320 bezeichnet wurde. Wieder kam es zu keiner Serienfertigung, jedoch flossen die mit den Fahrzeugen gesammelten Erfahrungen später in den Bau des KamAZ-6350 ein.
Ab dem Jahr 1998 tauchten verschiedene Prototypen des KamAZ-6350 auf. 2002 fiel bei den russischen Streitkräften die Entscheidung, die Fahrzeuge anzunehmen. Dazu wurden diverse Eigenschaften gegenüber früheren Prototypen verbessert. Unter anderem musste sichergestellt werden, dass im Gelände eine Geschwindigkeit von mindestens 40 km/h erreicht wird. 2003 wurden 30 Fahrzeuge an ein ziviles Ölunternehmen verkauft. Anfang 2004 fertigte das Werk sieben bis neun Fahrzeuge pro Monat.
2004 erschien mit dem KamAZ-63501 ein Nachfolger für eine Nutzlast von 14 Tonnen. Seit 2005 wird mit dem moderneren KamAZ-6560 ein Modell mit 20 Tonnen Nutzlast gebaut.
Mit Stand 2011 hatten die russischen Streitkräfte 49 Fahrzeuge vom Typ KamAZ-6350 im Bestand. Bereits 2009 waren außerdem auch mehr als 200 Fahrzeuge vom Nachfolgetyp KamAZ-63501 vorhanden. Neben dem Pritschenstandardaufbau können diverse militärische Geräte auf dem Fahrgestell montiert werden. Außerdem dient der KamAZ-6350 als Basis für schwere Feuerwehrfahrzeuge, die insbesondere auf Flughäfen auch im zivilen Bereich zum Einsatz kommen.
Die Exportversion der serbischen Radhaubitze Nora B-52 basiert auf dem 8×8-Chassis des KamAZ-6350.

## Technische Daten
Die hier aufgeführten Daten gelten für Fahrzeuge vom Typ KamAZ-6350, wie sie seit Anfang der 2000er-Jahre in Serie gebaut werden. Über die Bauzeit hinweg und aufgrund verschiedener Modifikationen an den Fahrzeugen können einzelne Werte leicht schwanken.
- Motor: Viertakt-V8-Dieselmotor
- Motortyp: KamAZ-740.50-360
- Leistung: 360 PS (265 kW)
- maximales Drehmoment: 1470 Nm
- Hubraum: 11,76 l
- Hub: 130 mm
- Bohrung: 120 mm
- Tankinhalt: 375 l
- Reichweite: 1000 km
- Getriebetyp: ZF 16 S1820
- Getriebe: manuelles Sechzehngang-Schaltgetriebe
- Höchstgeschwindigkeit: 95 km/h
- Antriebsformel: 8×8

Abmessungen und Gewichte
- Länge: 9830 mm
- Breite: 2550 mm
- Höhe: 3260 mm
- Radstand: 1940 + 3340 + 1320 mm
- Abmessungen der Ladefläche (L × B × H): 6650 × 2470 × 750 mm
- Spurweite: 2050 mm
- Bodenfreiheit: 390 mm
- Leergewicht: 12.400 kg
- Zuladung: 10.000 kg
- zulässiges Gesamtgewicht: 22.600 kg
- zulässige Anhängelast: 12.000 – 15.000 kg
- Achslast vorne (Doppelachse): 10.100 kg
- Achslast hinten (Doppelachse): 12.500 kg
- maximal befahrbare Steigung: 31°
- maximal befahrbares Gefälle: 20°
- Wattiefe: 1740 mm
- maximal überfahrbare Grabenweite: 1400 mm
- maximal überfahrbare Stufe: 550 mm